# Yayoi Kusama
Yayoi Kusama (草間 彌生 or 弥生 Kusama Yayoi, født 22. marts 1929) er en japansk kunstner og forfatter. Gennem sin karriere har hun arbejdet med en bred variation af medier, deriblandt maling, collage, scat skulptur, performancekunst og miljøinstallationer, det meste af disse udstiller hendes tematiske interesse for psykedeliske farver, repetition og mønstre. Kusama har været en pioner indenfor pop art, minimalime og feministisk kunst, og har inspireret samtidige kunstnere som for eksempel Andy Warhol og Claes Oldenburg. Selvom hun stort set blev glemt, efter at hun forlod New Yorks kunstscene i starten af 1970'erne, så er hun anerkendt som en af de vigtigste levende kunstnere fra Japan, og en vigtig stemme fra avantgarde.

## Karriere

### Tidlig succes i Japan: 1950–1956
Omkring 1950 malede Kusama abstrakte former i vandfarver, gouache og olie, primært på papir. Hun begyndte at dække overflader (vægge, gulve, canvas og senere, husholdningsgenstande og nøgne assistenter) med polkaprikker, som blev et varemærke for hendes arbejde. De store områder af polkaprikker, eller "uendelige net," som hun kaldte dem, blev taget direkte fra hendes hallucinationer. Det første værk, som man ved om, hvor hun har brugt disse prikker, var en tegning fra 1939, da hun var 10 år gammel, som viser billedet af en japansk kvinde i en kimono, formodentlig kunstnerens moder, og er tildækket og udvisket med prikker. Hendes første serie af værker i store størrelser, nogle gange mere end 30 fod-lange, canvasmalerier, Uendelige net, var fuldstændig tildækket i en sekvens af net og prikker, der hentydede til hallucinatoriske visioner. I starten af 1960'erne, begyndte Kusama at dække ting som stiger, sko og stole med hvide falliske fremspring.

### New York City: 1957–1972
Efter at have boet i Tokyo og Frankrig, forlod Kusama Japan i en alder af 27 for at flytte til USA. I 1957 flyttede hun til Seattle, hvor hun havde en udstilling med malerier i Zoe Dusanne Galleriet. Hun boede der i et år før hun flyttede til New York City, efter en korrespondance med Georgia O'Keeffe hvor hun viste interresse for at blive en del af byens rampelys,og bad om råd fra O'Keeffe. Under sin tid i USA fik hun hurtigt etableret sit omdømme som en førende person indenfor Avantgardekunst bevægelsen. I 1961 flyttede hun sit studio ind i samme bygning som Donald Judd og skulptøren Eva Hesse; Hesse blev en god veninde. De følgende år var hun meget produktiv, og i 1966, eksperimenterede hun med størrelsen af et værelse, fritstående installationer, der brugte spejle, lys, og musik. Hun betragtede Judd og Joseph Cornell som sine venner og støtter. Men hun havde ikke nogen økonomisk profit fra sit arbejde. Omkring denne tid blev Kusama jævnligt indlagt på hospital på grund af overanstrengelse, og O'Keeffe overtalte sin egen forhandler Edith Herbert til at købe flere af Kusamas værker for at hjælpe hende med at undgå økonomiske problemer.